# Tomo Sakurai
 (13 août 2025).
Le texte peut changer fréquemment, n’est peut-être pas à jour et peut manquer de recul. N’hésitez pas à participer, en veillant à citer vos sources.
Tomo Sakurai (櫻井智, Sakurai Tomo), née Tomoe Hatta (八田 友江, Hatta Tomoe) le 10 septembre 1971 à Ichikawa (préfecture de Chiba, Japon) et morte le 13 août 2025 à Tokyo, est une seiyū, idole japonaise dans les années 1980.
Elle débute en 1987 avec le groupe féminin de J-pop Lemon Angel qui double aussi les héroïnes de la série anime du même nom.
Après son départ du groupe, Tomo Sakurai reste dans le domaine du doublage en tant que seiyū. En 1993, elle fait partie d'un nouveau trio J-pop, Sabrina, créé spécialement pour le jeu vidéo Tanjō le temps d'un single, Forever Dream. En 1994, elle connaît le succès en doublant Mylene Jenius, l'héroïne de l'anime Macross 7, et depuis sort plusieurs disques durant les années 1990, en solo ou dans le cadre d'anime, dont un premier album en 1995 en tant que Mylene Jenius reprenant des chansons de Lynn Minmay, héroïne de la série Macross originale.

## Discographie
(août 2025).

### Albums
- 1995.05.03 : Mylene Jenius sings Lynn Minmay
- 1995.09.21 : T-Mode
- 1996.02.21 : ACTRESS
- 1996.03.21 : L.A. Early TOMO sakurai
- 1996.04.24 : Cherry Song
- 1997.01.22 : Tomo-dachi Radio on CD -Valentine Special-
- 1997.04.18 : Hitasura Seiyuu Shigan Special CD
- 1997.11.26 : Cherry Christmas
- 1998.03.11 : Actress Jitterbug
- 1998.07.17 : Overlap
- 1998.10.21 : 12 no Senritsu
- 1999.02.24 : Can-D -Musical Selection-
- 1999.08.04 : Summer Holidays
- 2000.03.24 : Sakurai Tomo Actress series Best Selection

### Singles
Sabrina
- 1993.07.21 : Forever Dream

Solo
- 1994.08.24 : Chacha ni Omakase
- 1995.03.16 : Youkoso Magical School he
- 1995.07.24 : Baby Baby
- 1995.11.01 : Koyoi Rendez-vous
- 1995.12.10 : Koi Mitaina Kanji
- 1996.05.25 : E Yume Miyou!
- 1996.07.26 : Noel Special Edition CD single
- 1996.08.?? : Kahou
- 1996.10.?? : Gall Force The Revolution
- 1996.11.21 : Sugao no Spy Tachi
- 1997.07.21 : Ice Blue Eyes
- 1997.10.17 : Chase Your Dream!
- 1997.11.21 : Friends -Jikuu wo Koete-
- 1998.09.18 : Glass no Mullion
- 1999.07.23 : Sono Yume ha Nani Iro?
- 1999.07.23 : Ashita no Kimi
- 2005.11.02 : Itsudatte My Santa! Character Song 2

## Rôles notables (animation)
- Marin dans Akazukin Chacha
- Codemaster Amzen dans Chaotic
- Shayla Shayla dans El Hazard
- Mylene Jenius dans Macross 7
- Lena Sayers dans Mai Otome
- Shirona/Cynthia dans Pokémon
- Makimachi Misao dans Rurouni Kenshin
- Kamiya Kaoru dans Rurouni Kenshin (audio drama)
- Meimi alias Saint Tail dans Saint Tail
- Chigusa Sakai dans Shakugan no Shana
- Sara dans Shamanic Princess
- Doll Licca dans Super Doll★Licca-chan
- Mizuchi Saiou dans Yu-Gi-Oh! Duel Monsters GX
- Azusa Miura dans iDOLM@STER: XENOGLOSSIA